# Marienkirche (Rodalben)

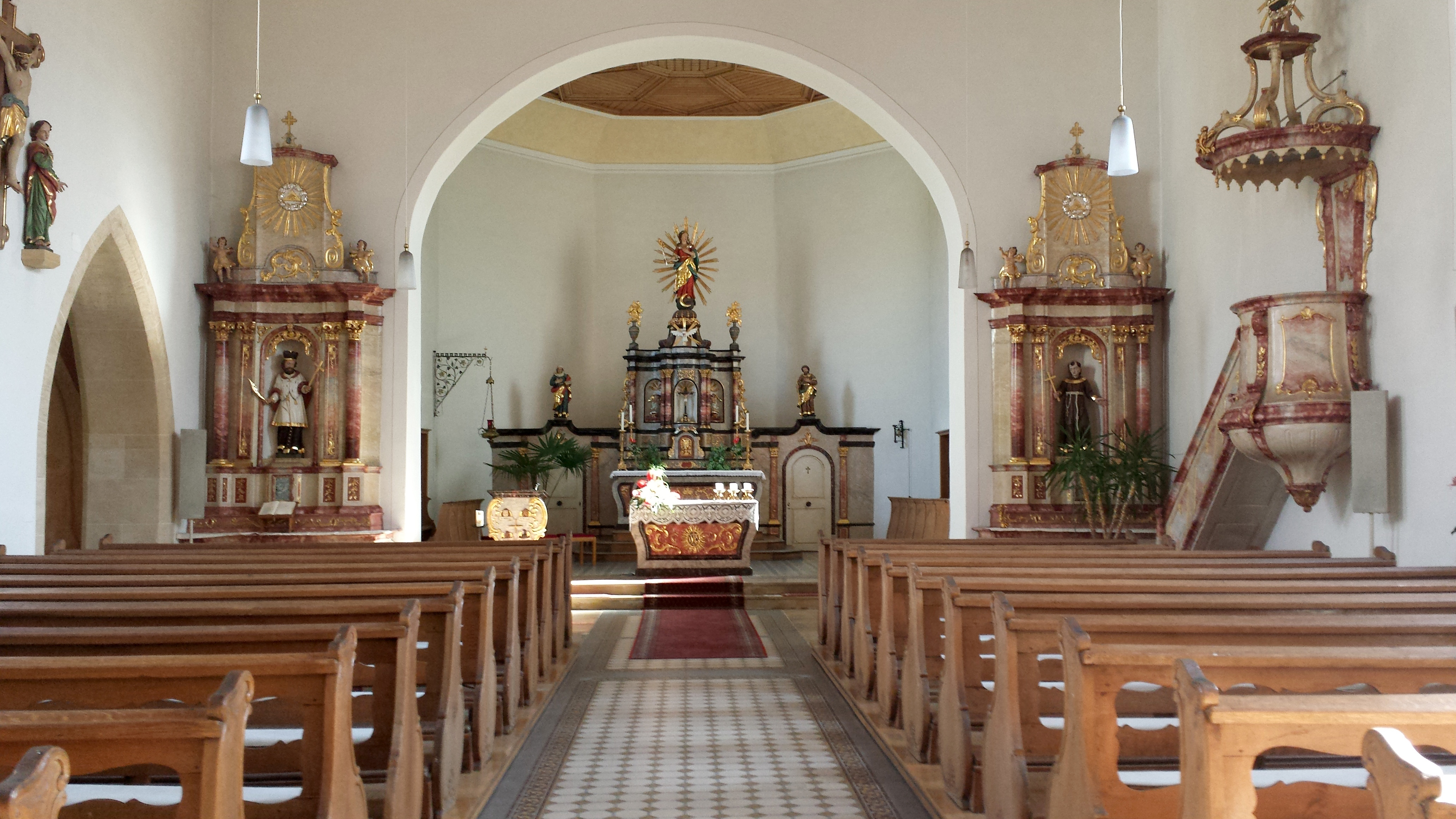
Innenraum

Die Marienkirche – eigentlich Katholische Kirche Mariä Geburt – ist eine römisch-katholische Kirche in der Stadt Rodalben. Sie steht unter Denkmalschutz.

## Lage
Das Bauwerk befindet sich in der örtlichen Hauptstraße und trägt die Hausnummer 124.

## Geschichte
Der Kirchturm entstand im elften oder zwölften Jahrhundert und war zunächst lediglich ein Wehrturm. der eigentliche Kirchenbau fand im 14. Jahrhundert statt. Die Kirche selbst fungierte jahrhundertelang als katholische Pfarrkirche des Ortes und wurde baulich im Laufe der Jahrhunderte immer wieder verändert beziehungsweise erweitert, so beispielsweise 1732 bis 1735 durch den Baumeister Leonhard Jennewein.
Da die vergleichsweise kleine Kirche trotz ihrer Vergrößerung Ende es 19. Jahrhunderts von der Kapazität her der zwischenzeitlich angestiegenen Rodalber Bevölkerung nicht mehr gerecht wurde, entstand in den Jahren 1929 und 1930 vor Ort die neue katholische Kirche St. Josef, an die sie ebenso den Status als Pfarrkirche abtrat.

## Architektur
Sie besteht aus einem romanischen Westturm, der Reste gotischer Wand- und Deckenmalerei enthält. Der Saalbau stammt aus der Zeit des Barock und wurde 1735 errichtet. Während dieser Zeit entstand ebenfalls der spitze Turm. Die Vorhalle mit Türmen folgte 1886. Die Innenausstattung enthält zudem ein Kruzifix, das mit den Jahreszahlen 1771 und 1894 bezeichnet ist.